# 氷川神社 (世田谷区大蔵)
氷川神社（ひかわじんじゃ）は、東京都世田谷区の神社。地名を冠して大蔵氷川神社（おおくらひかわじんじゃ）とも称される。近隣の喜多見氷川神社・宇奈根氷川神社とともに「三所明神社」を称している。

## 歴史
1238年（暦仁元年）に創建された。当地の領主江戸氏が武蔵国足立郡大宮（現・埼玉県さいたま市大宮区）の氷川神社の分霊を勧請して創建したのが起源である。
当社所蔵の板絵着色奉納絵馬は世田谷区の有形文化財に指定されている。
現在の社殿は、1989年（平成元年）に新築したものである。

## 交通アクセス
- 二子玉川駅・成城学園前駅・調布駅より東急バス・小田急バス（玉06・玉07・玉08）鎌田バス停より徒歩5分
- 祖師ヶ谷大蔵駅より徒歩25分
- 用賀駅より徒歩30分

## 関連施設
- 氷川橋 - 仙川に掛かる橋。当神社から直線で150mの距離にある。
- 世田谷区立氷川橋公園 - 当神社から直線で200mの距離にある。コヤマドライビングスクール成城校の隣地。
- 大蔵第六天社 - 当神社の裏手にある。

## ギャラリー

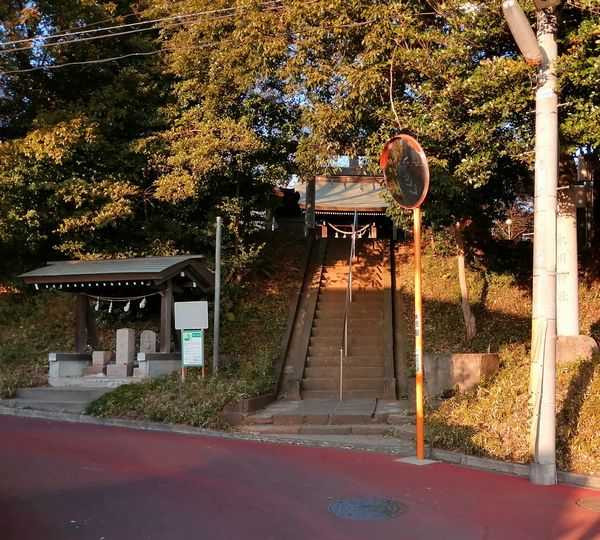
石段
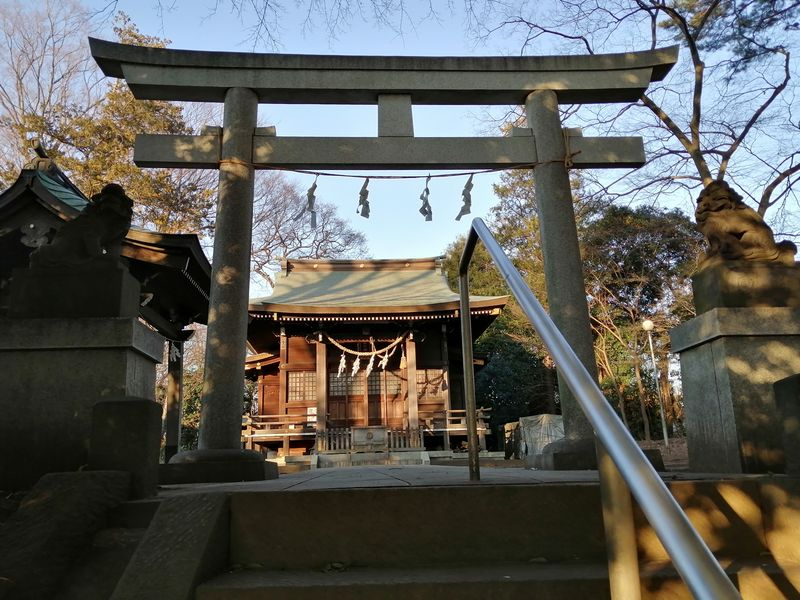
鳥居と社殿
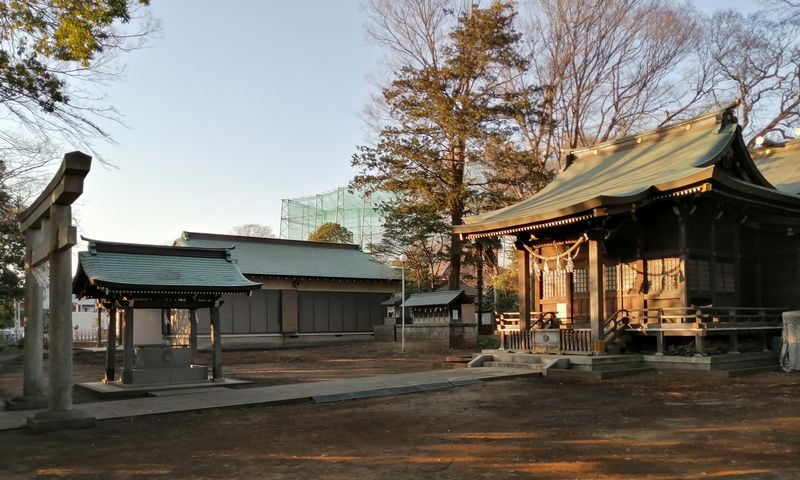
境内、遠方にはゴルフ練習場